# Дмитрук Микола Ілліч
Микола Ілліч Дмитрук (23 лютого 1961, м. Берислав, Херсонська область — 21 серпня 2021) — український політик, Народний депутат України VII скликання від Партії регіонів.

## Освіта
1983 р. — Київський автомобільно-дорожній інститут

## Трудова діяльність
1983 р. — 1985 р. — старший інженер, заступник директора АТП 16562
1985 р. — 1989 р. — завідувач організаційним відділом, перший секретар Комсомольського РК ЛКСМ України
Обирався депутатом Херсонської обласної ради V та VI скликань
На парламентських виборах 2012 р. був обраний народним депутатом України від Партії регіонів по одномандатному мажоритарному виборчому округу № 184. За результатами голосування отримав перемогу набравши 19,98 % голосів виборців.
Голова підкомітету з питань регіонального та транскордонного співробітництва між Україною та країнами ЄС Комітету Верховної Ради з питань європейської інтеграції.
Пішов з життя 21 серпня 2021 року. Причина смерті наразі невідома.